# Faculdade do Noroeste Paranaense
Fanp - Faculdade do Noroeste Paranaense é uma instituição de ensino superior situada no município de Nova Esperança, no noroeste do estado brasileiro do Paraná. Foi credenciada em 13 de maio de 1997.
Oferece os cursos de Administração, Pedagogia, Serviço Social, Letras e Ciências Contábeis.